# FAW Jiefang J6
Il FAW Jiefang J6 è un autocarro e trattore stradale prodotto da FAW Jiefang a partire dal 2007. Esso appartiene alla categoria degli autocarri con masse totali da 18 a 44 t.

## Contesto
Il FAW Jiefang J6 è un camion pesante introdotto per la prima volta nel 2007 dal gruppo cinese FAW attraverso la sua divisione specializzata FAW Jiefang. Nacque in un periodo in cui l’industria cinese dei veicoli industriali attraversò una fase di profonda trasformazione, e rappresentò un passo significativo nella modernizzazione del trasporto merci su gomma nel paese.
Il progetto J6 si sviluppò come evoluzione diretta delle precedenti serie J5 e CA, con l’obiettivo di offrire un veicolo più moderno, efficiente e competitivo, sia sul mercato nazionale sia su quello internazionale. Fin dal suo lancio, il J6 si distinse per una cabina più ergonomica, motorizzazioni più efficienti e una maggiore attenzione alla sicurezza. La produzione avvenne su nuove linee di assemblaggio, e il modello venne progressivamente adeguato agli standard ambientali e tecnici globali.
Nei primi anni successivi, il J6 conquistò rapidamente una posizione dominante nel mercato interno cinese, grazie a una gamma in espansione che comprese versioni trattore, motrice e dumper, con configurazioni 6×2, 6×4, 8×4 e 4×2. Le motorizzazioni adottarono i propulsori FAW CA6DM e CA6DL, prodotti internamente, che risposero alle normative Euro III e, successivamente, Euro IV e V.
Nel 2014 FAW introdusse la serie J6P, una versione più evoluta e tecnologicamente avanzata, pensata per il trasporto a lunga distanza e per condizioni operative più impegnative. Il J6P portò con sé cabine più spaziose, un maggiore comfort per il conducente e nuove dotazioni elettroniche. Con questa serie, FAW avviò una strategia di esportazione su larga scala verso mercati come Russia, Africa, Sud-est asiatico e Medio Oriente.
Negli anni seguenti, FAW ampliò ulteriormente la famiglia J6, introducendo nel 2018 il J6L, una versione di media capacità destinata alla distribuzione regionale e urbana. Più compatto e maneggevole rispetto al J6P, il J6L rispose alle esigenze di logistica urbana, edilizia leggera e trasporti interni.
A partire dagli anni 2020, FAW sviluppò anche versioni ibride ed elettriche del J6. Alcune varianti del J6P furono dotate di sistemi di trazione completamente elettrica, con batterie fornite da CATL o BYD, mentre altre integrarono propulsori ibridi diesel-elettrici, ideati per ridurre le emissioni nei contesti urbani o portuali.